# Au nom du pape roi
Pour plus de détails, voir Fiche technique et Distribution.
Au nom du pape roi (In nome del papa re) est un film italien réalisé par Luigi Magni, sorti en 1977.

## Synopsis
Rome, 1867. Rien ne va plus dans la Ville éternelle. Lors de la campagne de l'Agro Romano pour la libération de Rome, le mouvement libéral conteste le pouvoir temporel du Pape Pie IX, souverain du centre de la péninsule italienne. Giuseppe Garibaldi et ses Chemises rouges montent sur Rome lors de la bataille de Mentana pour la libérer de l'emprise des États pontificaux soutenus par les troupes françaises envoyées par Napoléon III. La caserne Serristori est également la cible d'un attentat qui tue 23 zouaves pontificaux. Trois jeunes révolutionnaires, Giuseppe Monti, Gaetano Tognetti et Cesare Costa, sont arrêtés et accusés de l'attentat. La comtesse Flaminia, mère secrète de Cesare Costa, demande l'aide du cardinal Colombo da Priverno, prêtre-juge au tribunal du Vatican, qui s'apprêtait à donner sa démission. Pour le convaincre de l'épauler, elle lui annonce qu'il est le père de Cesare, né d'une relation éphémère. Dégoûté par l'évolution de l'Église, Don Colombo renonce provisoirement à démissionner et accepte d'intervenir pour libérer Cesare, puis le cache chez lui avec sa fiancée Teresa. Mais Colombo est confronté à sa conscience : est-il normal de favoriser un accusé et de laisser condamner les deux autres qui ne sont pas de sa famille ? Il prend alors leur défense lors de leur procès devant les cardinaux, mais ne parvient pas à les soustraire à la condamnation à mort. Tandis qu'il décide de finalement démissionner de son poste, Cesare quitte sa cachette pour rejoindre l'armée de Garibaldi avec les autres révolutionnaires. Mais il est aussitôt abattu dans la rue par le mari de la comtesse Flaminia, persuadé que le jeune homme est l'amant de sa femme. Don Colombo est à son tour arrêté par les soldats du pape, pour avoir défendu les révolutionnaires. Lors de sa dernière messe, Don Colombo refuse de donner la communion au supérieur des Jésuites qui le fait arrêter : c'est son dernier geste symbolique de condamnation de l'ordre ecclésiastique romain.

## Fiche technique
- Titre : Au nom du pape roi
- Titre original : In nome del papa re
- Réalisation : Luigi Magni
- Scénario : Luigi Magni
- Photographie : Danilo Desideri
- Musique : Armando Trovajoli
- Pays d'origine :  Italie
- Langue : Italien
- Format : Couleur (Eastmancolor)
- Genre : Drame
- Durée : 105 minutes
- Dates de sortie : 
  -  Italie : 3 décembre 1977
  -  France : 15 novembre 1978
- Affiche : Macario Gómez Quibus (Espagne)

## Distribution
- Nino Manfredi : Monseigneur Colombo da Priverno, juge au tribunal pontifical
- Danilo Mattei : Cesare « Cesarino » Costa, un jeune révolutionnaire
- Carmen Scarpitta : la comtesse Flaminia, sa mère
- Giovannella Grifeo : Teresa Tonietti, la petite amie de Cesare
- Carlo Bagno : Perpetuo, le secrétaire perpétuel de Don Colombo
- Ettore Manni : le comte Ottavio, le mari jaloux de Flaminia
- Salvo Randone : le Pape noir, le supérieur de l'ordre jésuite
- Gabriella Giacobbe : Maria Tonietti, la mère de Teresa et mère adoptive de Cesare
- Camillo Milli : Don Marino
- Rosalino Cellamare : Gaetano Tonietti
- Giovanni Rovini : le président
- Renata Zamengo : Lucia Monti
- Luigi Basagaluppi : Giuseppe Monti